# Cesario Console
Cesario, meglio noto come Cesario Console o Cesario di Napoli e detto anche Cesario il Valoroso (... – Napoli, 870), è stato un militare italiano ammiraglio della flotta e generale dell'esercito cristiano durante le incursioni saracene in Italia.
Comandò la flotta del Ducato di Napoli durante il regno di suo padre, Sergio I e del fratello Gregorio III, fra l'840 e l'870.
Nell'846, fronteggiò l'incursione saracena contro Roma portando il contingente napoletano alla vittoria a Gaeta. In seguito, nell'estate dell'849 capitanò una flotta costituita dalle navi della Repubblica marinara di Amalfi, di Napoli, Sorrento e Gaeta riunite nella Lega Campana, sbaragliando una flotta di navi saracene che si apprestava a sbarcare presso Ostia con l'intento di operare il saccheggio di Roma (battaglia di Ostia).
Cesario nell'870 fu imprigionato dal nipote, Sergio II, e morì in carcere, dove era stato rinchiuso per essersi opposto ai contatti tra il Ducato di Napoli e gli Aghlabidi musulmani.
Fu sepolto nelle Catacombe di San Gennaro.
A Napoli, la strada che da Piazza del Plebiscito va verso il mare è dedicata a Cesario Console; nella terrazza che fiancheggia la via Cesario Console nel 1936 è stata posta una statua di Cesare Augusto. Nella città partenopea l'antico culto pagano dell'imperatore Cesare Augusto, e successivamente anche quello dell'ammiraglio Cesario Console, fu sostituito e cristianizzato da San Cesario diacono e martire di Terracina (infatti, a un passo da Piazza del Plebiscito e dal Teatro di San Carlo, nella Chiesa di Santa Brigida si conserva un busto reliquiario di San Cesario). 
Cesario Console è ricordato anche nella toponomastica del Lido di Ostia, X Municipio di Roma Capitale, con l'intitolazione di una piazza prospiciente il lungomare del quartiere marittimo di Roma.